# Старик и Медведица
Старик и Маша (Старик и Медведица Мария) — старик с ручной медведицей, который стал символом Душанбе конца 1990-х годов, в конце 90-х и начале XXI века.

## История
Талабшо Шейхов, в 1990 году увидел 1,5-месячного медвежонка в доме своих знакомых, живущих в горном кишлаке. Как оказалось, охотники убили его мать, а медвежонка с разбитой лапой в горном ущелье среди скал подобрали сердобольные люди. Бобои Талабшо как-то сразу проникся любовью к медвежонку, поэтому и выпросил его у хозяев взамен козы и мешка муки.

## Скульптура
Таджикский мастер Алиджон Бобошарифов изготовил скульптуру Талабшо Шейхова и его бурой медведицы Маши.

## Видео
- Старик и Медведь в Душанбе. YouTube (8 июля 2017). Дата обращения: 6 сентября 2017.
- CBC Correspondent Tajikistan. (1.Of.4) (англ.). YouTube (22 ноября 2008). Дата обращения: 6 сентября 2017.